# Куженкино (посёлок городского типа)

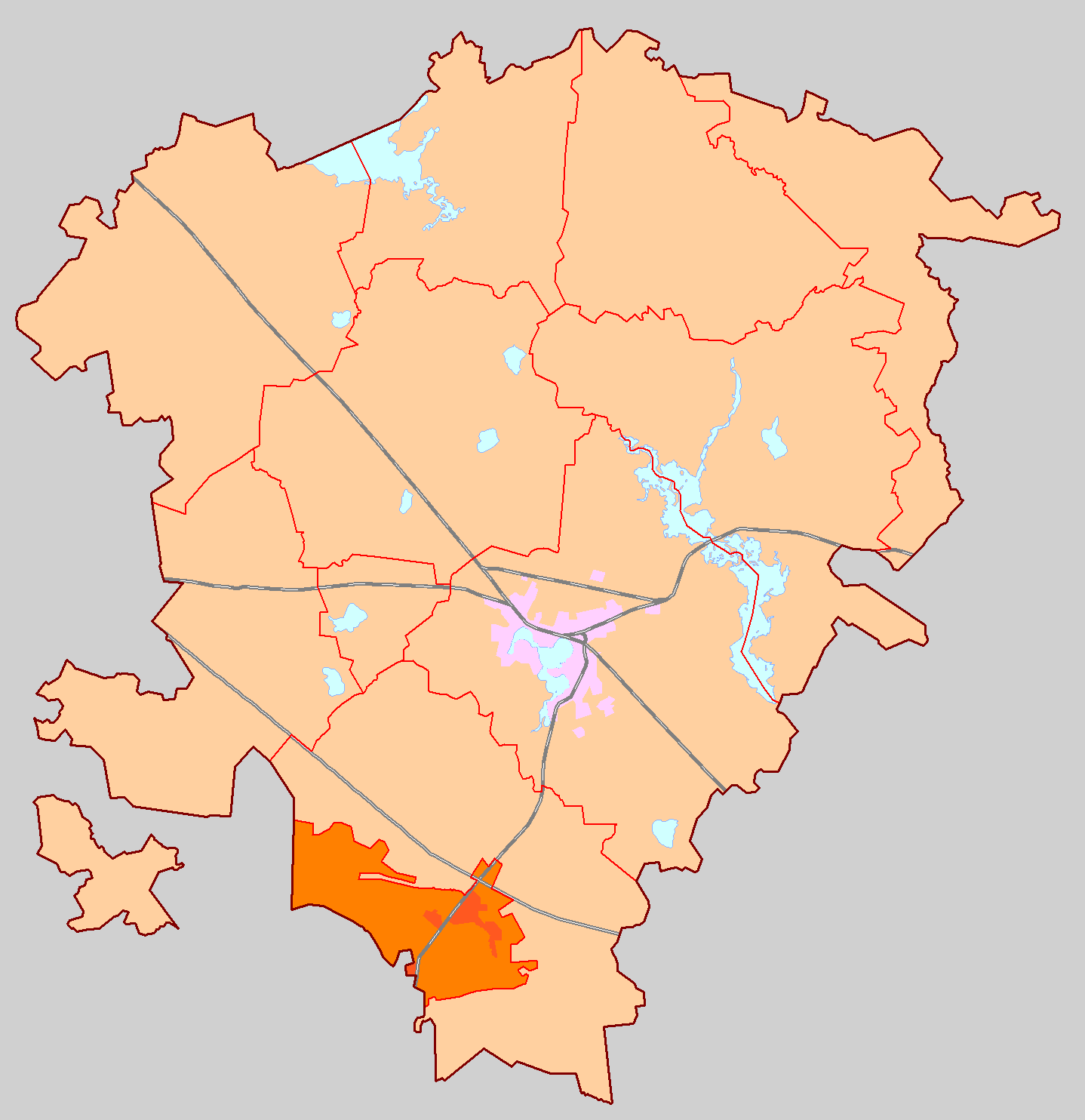
Куженкинское городское поселение на карте Бологовского района

Куже́нкино — посёлок городского типа в Тверской области России.
Входит в Бологовский район, в составе которого образует муниципальное образование Куженкинское городское поселение как единственный населённый пункт в его составе.
Расположен на реках Шлина, Шлинка и Ладыженка, в 176 км к северо-западу от областного центра, в 20 км к югу от города Бологое. Железнодорожная станция на линии Бологое — Великие Луки. Близ посёлка проходит автотрасса М10 «Россия».
Существует также одноимённое село Куженкино, которое расположено на трассе М10 и является административным центром Куженкинского сельского поселения Бологовского района Тверской области России.

## История
Название Куженкино происходит от мужского имени Куженька (Куженка), которое от диалектного слова кужель, куженька «кузовок, плетёнка, корзиночка, особенно берестяная» (имя давалось по фигуре или по занятиям).
Наиболее вероятное происхождение названия от устаревшего (финно-угорского) слова «куженя», «кружеля» (маленький медвежонок), часто встречается в русских фамилиях в Сибири (например, Кужлевы). Другое предположительное происхождение — от слова кужень (кудель) — вычесанный пучок льна, подготовленный для прялки.
Первое упоминание о деревне Куженкино встречается в писцовой книге писца Дмитрия Замвецкого, год 7090 (1583). Куженкино упоминается как деревня, принадлежащая приходом к Коломенскому погосту, Вышне-Волоцкого уезда, Тверской губернии. Куженкино с деревней Григино были в то время во владении Новгородского Хутынского монастыря.
Расположение деревни несколько раз смещалось, тяготея к Московско-Новгородскому тракту, который не имел ни постоянного месторасположения, ни какого-либо покрытия.
В XVIII веке, во время Северной войны и в духе церковных реформ было решено Хотиловский ям на новгородской дороге усилить и передать крестьян и земли Куженкино и Григино от монастыря государству с обложением ямской повинностью. Указ Петра I на имя новгородского губернатора Брюса об этом датирован 19 февраля 1702 г.
В последние годы царствования Александра I возникает мысль проложить шоссейный путь между Петербургом и Москвой. Ввиду дороговизны дороги предписывалось вести шоссе с яма на ям по прямым линиям, минуя старый почтовый тракт. Поскольку Куженкино не было ямом, новый тракт прошёл в 500 саженях (около 1 км) от деревни, по прямой Едрово — Хотилово. Шоссе с гравийным покрытием было открыто в 1831 году. Любопытно, что на подробной карте Российской империи и близлежащих заграничных владений (столистовая карта 1816 г.) и карте Наполеона село Куженкино означено как Круженка, на тракте между Хотилово и Макарово.
В 1907 году была открыта Бологое-Полоцкая стратегическая железная дорога, которая недалеко от Куженкино пересекается с шоссейной дорогой Москва — Санкт-Петербург. Образовалась станция Куженкино, построена водонапорная башня.
В 1910—1912 годах на военно-стратегической дороге № 2 были построены склады амуниции и обмундирования, по совместному русско-французскому решению о магистралях снабжения при мобилизации на линии Бологое — Полоцк — Седлец к театру военных действий с Германией. После Первой мировой войны склады предназначались в том числе для хранения артиллерийского вооружения, после Гражданской войны использовались для хранения военной техники и вооружения Западного фронта, затем использовались РККА и СА.
Статус посёлка городского типа — с 1939 года.
По некоторым данным, в районе посёлка в одной из воинских частей хранились запасы химического оружия. Недалеко от Куженкино в 1930—1940 годах находился склад артвооружения № 39 на котором хранились арт- и авиационные боеприпасы с ОВ, в частности авиабомбы АХ-200 с химическими зарядами. Во время наступления немецких войск авиабомбы были эвакуированы в г. Кунгур на Северном Урале и частично уничтожены.

## Население
| 1959  | 1970  | 1979  | 1989  | 2002  | 2009  | 2010  |
| ----- | ----- | ----- | ----- | ----- | ----- | ----- |
| 3660  | ↗3833 | ↗3915 | ↗3969 | ↘3537 | ↘3126 | ↘2834 |
| 2012  | 2013  | 2014  | 2015  | 2016  | 2017  | 2018  |
| ↘2743 | ↘2683 | ↘2580 | ↘2510 | ↘2466 | ↘2438 | ↘2397 |
| 2019  | 2020  | 2021  |       |       |       |       |
| ↘2355 | ↘2313 | ↘1918 |       |       |       |       |

## Экономика
Рядом находится военный гарнизон ГРАУ МО ВС РФ (бывшая в/ч 61893, ранее в/ч 1039, ранее арсенал русской армии). После Второй мировой войны артиллерийский арсенал и ремонтная база бывш. в\ч 32358, — теперь расформированной и на 2 года законсервированной под № 55443 ТД[уточнить] (по настоящее время).
Также железнодорожная станция Куженкино обслуживает авиабазу Хотилово в 10 км к юго-востоку от посёлка.

## Достопримечательности
Недалеко от посёлка в селе Куженкино сохранилась церковь Спаса Преображения (1841 год).

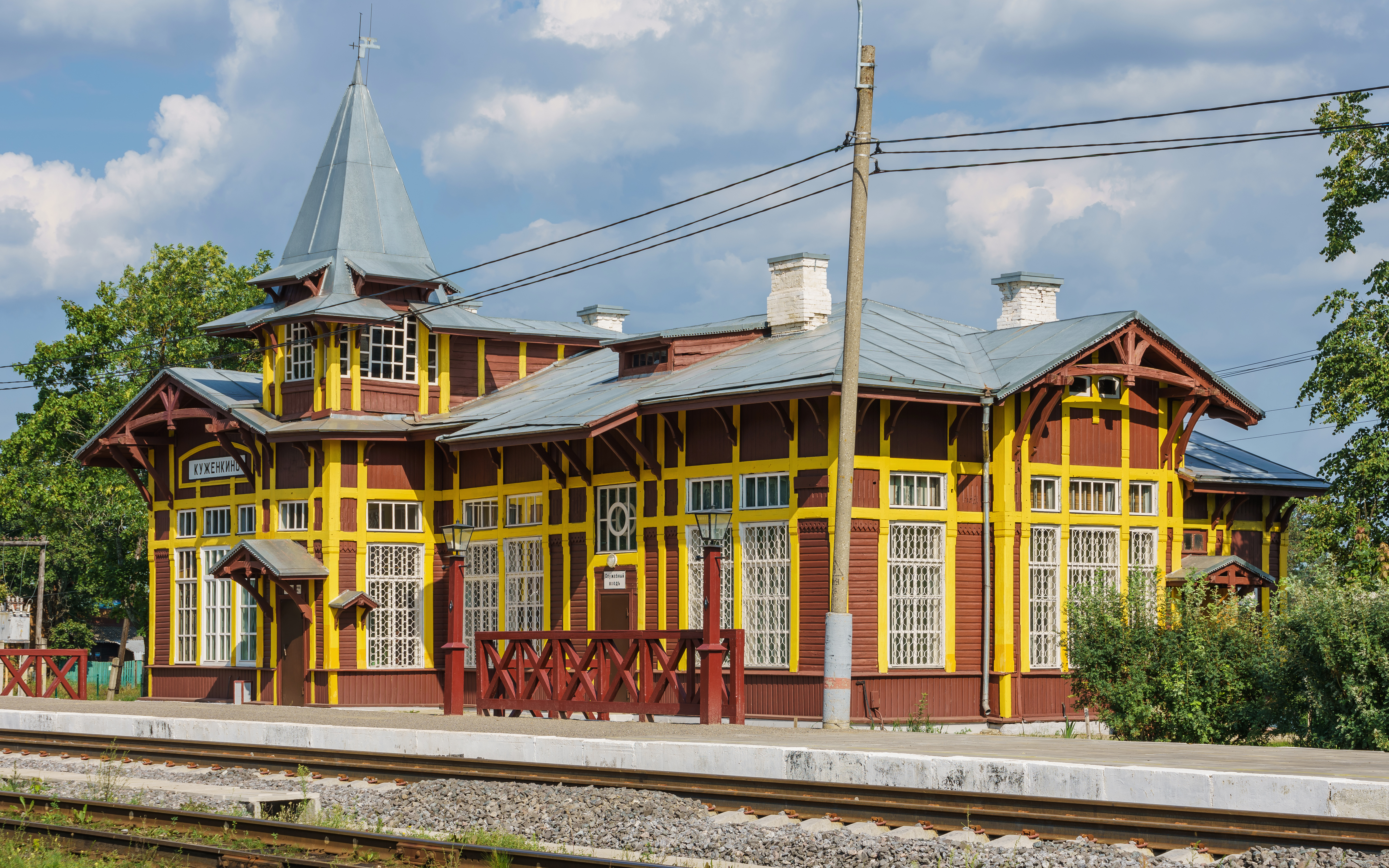
Вокзал станции Куженкино, 2018 г.

Одним из главных объектов культурного наследия поселения Куженкино является вокзал — неплохо сохранившийся образец типового вокзала IV класса Бологое-Полоцкой железнодорожной линии.
В посёлке Куженкино родился и некоторое время жил писатель Вильям Козлов. Окрестности посёлка послужили прототипом для места действия некоторых его произведений, например «Президент Каменного острова».